# エン・メン・ル・アナ
エン・メン・ル・アナ（En-men-lu-ana）は、古代メソポタミア、シュメールの王。

## 略歴
バッド・ティビラのエン・メン・ル・アナは、シュメール王名表によると紀元前2900年頃までの3代目の王。
エン・メン・ル・アナは王名表の中で最も長く君臨していた王でもあり、43,200年間統治したとされる。